# ISO 3166-2:AN
ISO 3166-2:AN war die zur Kennzeichnung geographischer Einheiten der Niederländischen Antillen dienende Norm, sie enthielt ausschließlich den Code für die Niederländischen Antillen – es existierten keine weiteren Unterteilungen.
Dieser Code bestand nur aus einem Teil. Dieser gab den Code gemäß ISO 3166-1 (für die Niederländischen Antillen AN) wieder.
Der Landescode wurde nach der Veröffentlichung im Jahr 1998 nicht aktualisiert, bis er nach Auflösung der Niederländischen Antillen am 10. Oktober 2010 schließlich am 15. Dezember 2010 gelöscht wurde.
Für die politischen Einheiten der ehemaligen Niederländischen Antillen gelten nun die ISO-3166-2-Codes:
- ISO 3166-2:AW für Aruba
- ISO 3166-2:BQ für die drei Besonderen Gemeinden
- ISO 3166-2:CW für Curaçao
- ISO 3166-2:SX für Sint Maarten
- und parallel zu ISO 3166-2:BQ auch Untercodes von ISO 3166-2:NL für die drei Besonderen Gemeinden
  - NL-BQ1 für Bonaire
  - NL-BQ2 für Saba
  - NL-BQ3 für Sint Eustatius